# Psidium rutidocarpum
Psidium rutidocarpum är en myrtenväxtart som beskrevs av Hipólito Ruiz López, Pav. och George Don jr. Psidium rutidocarpum ingår i släktet Psidium och familjen myrtenväxter. Inga underarter finns listade i Catalogue of Life.